# Igelsbett
Das Igelsbett ist mit 373,8 m ü. NHN Höhe die nördlichste Erhebung des Malsburger Waldes sowie des gesamten Habichtswälder Berglands im Landkreis Kassel, Hessen.

## Geographie

### Lage
Das vom zentralen Malsburger Wald durch eine langgestreckte Rodung beim Gut Sieberhausen getrennte Waldstück liegt auf der Nahtstelle der Gemeindegrenzen von Breuna im Westen und Norden, Calden im Osten und Zierenberg im Süden. Es befindet sich unmittelbar südöstlich der Breunaer Ortsteile Ober- und Niederlistingen, etwa 2 km östlich des Caldener Ortsteiles Obermeiser und ebensoweit nordwestlich vom Zierenberger Stadtteil Hohenborn.
Während sich die höchste Erhebung des Igelsbetts auf der Gemarkung von Breuna erhebt, liegt der südöstliche Vorgipfel Königskopf (ca. 347 m) auf Zierenberger Grund. Nach Nordwesten und Norden fällt die Landschaft über die Bundesstraße 7 in das Tal des Warme-Zuflusses Ruhrbach ab, nach Osten und Süden in das Warmetal und nach Südwesten geht sie über vorgenannte Rodung in den Hauptteil des Malsburger Waldes über. Der Großteil des Igelsbetts gehört zum Naturpark Habichtswald.

### Naturräumliche Zuordnung
Das Igelsbett gehört in der naturräumlichen Haupteinheitengruppe Westhessisches Bergland (Nr. 34) und in der Haupteinheit Habichtswälder Bergland (342) zur Untereinheit Malsburger Wald (342.4). Die Landschaft fällt nach Osten in den Naturraum Westfuffelner Senke (343.50) ab, der in der Haupteinheit Westhessische Senke (343) zur Untereinheit Nordhabichtswälder Vorland (343.5) zählt. Nach Norden fällt sie in den Naturraum Bever-Diemel-Kalkbergland (Liebenauer Bergland; 361.02) ab, der in der Haupteinheit Oberwälder Land (361) zum Brakeler Kalkgebiet (361.0) gehört, und nach Nordwesten in die Diemelbörde (360.1); beide Untereinheiten gehören zur Haupteinheitengruppe Oberes Weserbergland (36).

## Tourismus
Direkt westlich entlang des Waldrandes vom Igelsbett führt im Abschnitt zwischen Niederlistingen und Gut Sieberhausen der Wanderweg Märchenlandweg. Um und durch sein Waldgebiet verläuft die Extratour H1 des Habichtswaldsteigs. Vom Igelsbett fällt der Blick nach Nordwesten zur Warburger Börde mit dem markanten Desenberg und nach Südosten über das Warmetal hinweg zum Beispiel zum Hohen Gras, dem höchsten Berg des Habichtswälder Berglands.